# 佐藤健生
佐藤 健生（さとう たけお、1947年 - ）は、日本の歴史学者。拓殖大学名誉教授。専門は、ドイツ現代史、とくにナチス研究。

## 略歴
1947年兵庫県生まれ。上智大学大学院文学研究科史学専攻博士課程満期退学。拓殖大学商学部教授。2018年定年退職。長年にわたりドイツの「過去の克服」について、とりわけ戦後補償について研究。 

## 著書

### 共著
- （ノルベルト・フライ）『過ぎ去らぬ過去との取り組み 日本とドイツ』（岩波書店, 2011年）